# Fanourios
Der heilige Fanourios oder Phanourios (griechisch Φανούριος) ist ein vor allem von der Griechisch-orthodoxen Kirche (Gedenktag ist der 27. August), aber auch der Römisch-katholischen Kirche (Gedenktag ist der 27. Mai) anerkannter Heiliger.
Angelos Akotantos aus Kreta hat viele Ikonen des Heiligen gemalt, auf denen er einen Drachen tötet; diese Tradition findet sich vor allem auf Kreta, insbesondere auf Ikonen aus dem 15. Jahrhundert, als der Heilige viele Kreter vor dem sicheren Tod durch die eindringenden Osmanen bewahrt haben soll.

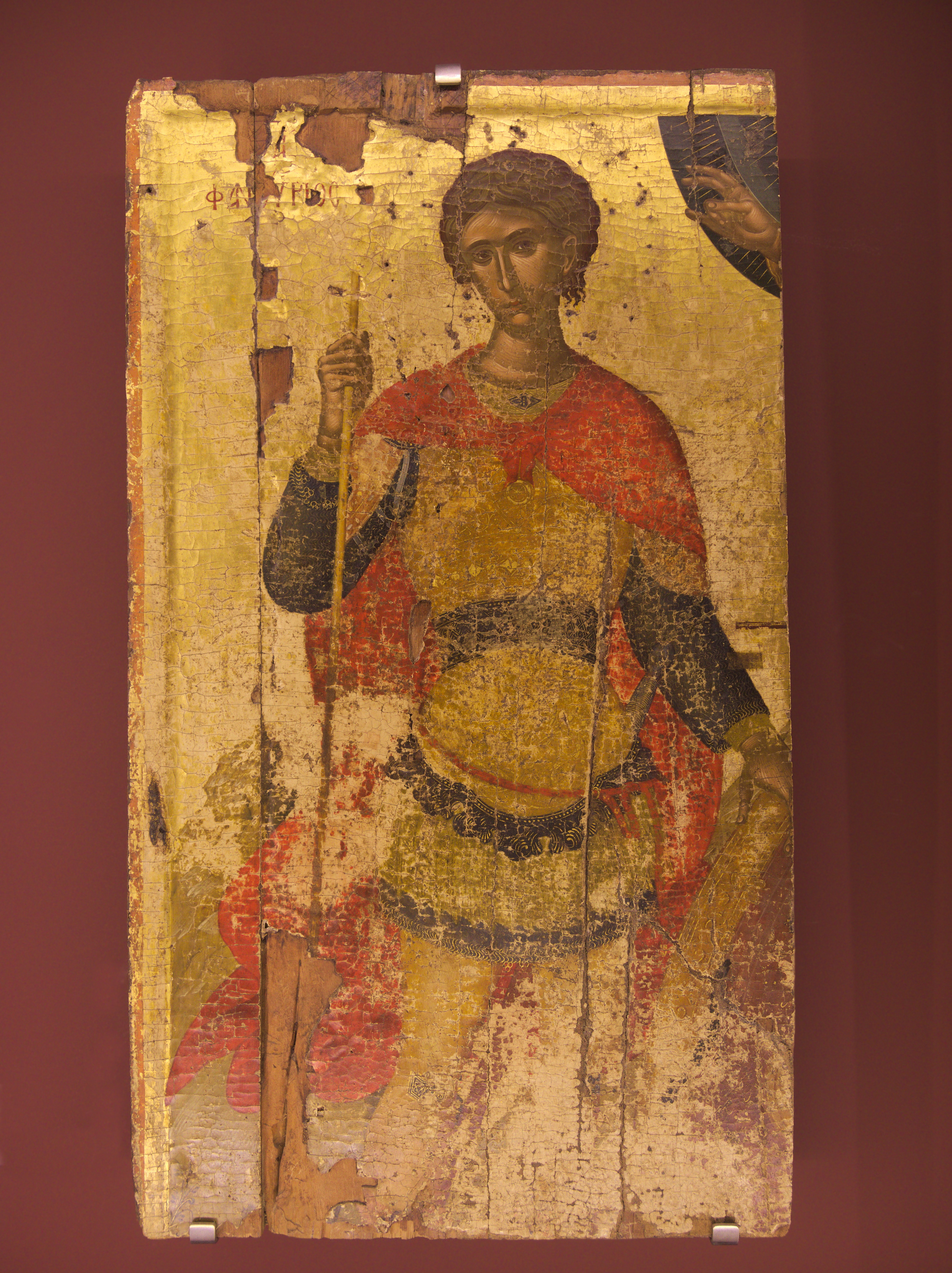
Ikone des Heiligen Phanourios, gemalt von Angelos Akotantos (zweites Viertel des 15. Jahrhunderts), aus dem Hodegetria-Kloster in Pyrgiotissa, heute Teil der Sammlung Agia Ekaterini, Iraklio.
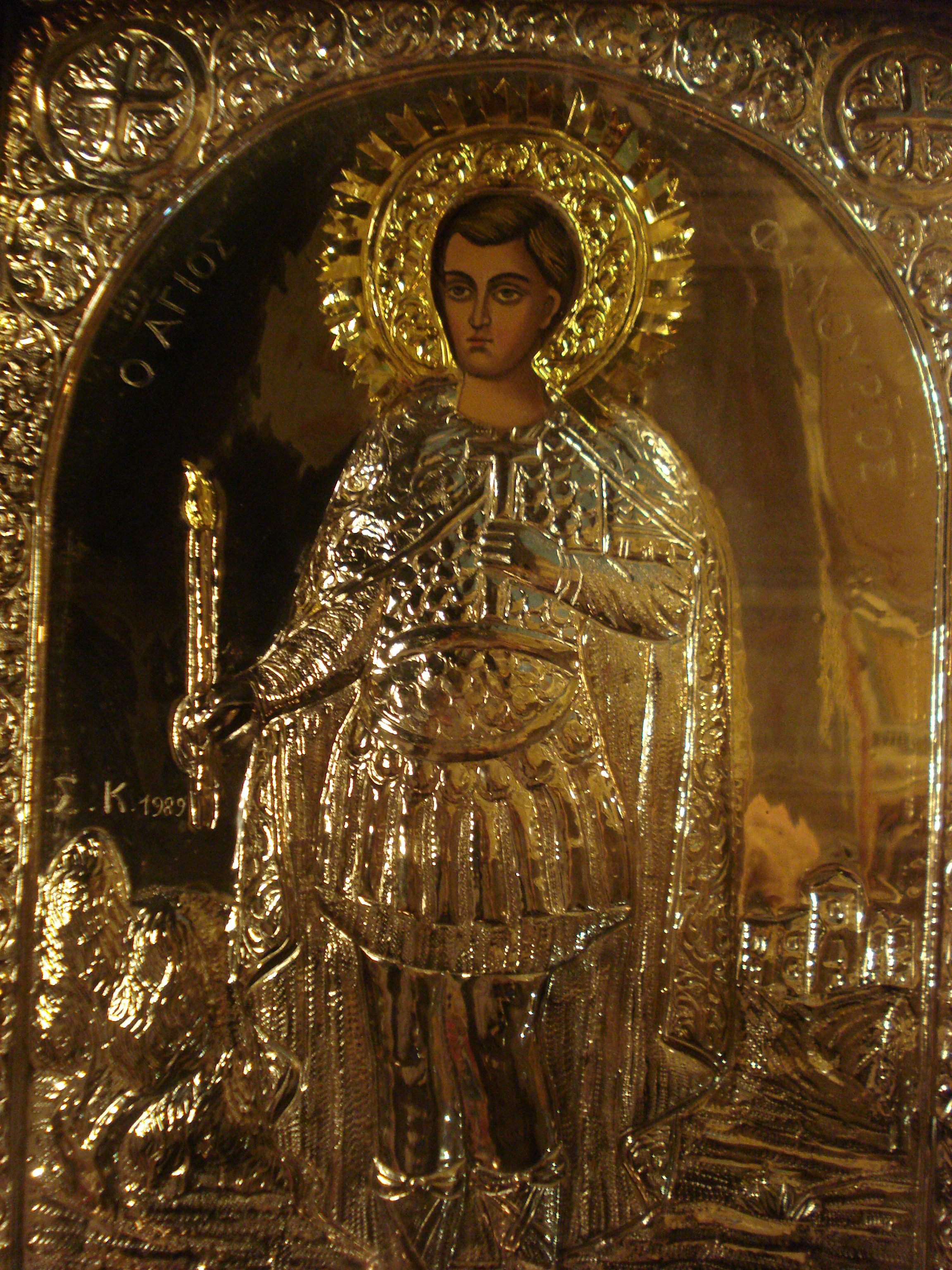
Ikone in der Panageia Amarousiou in Marousi
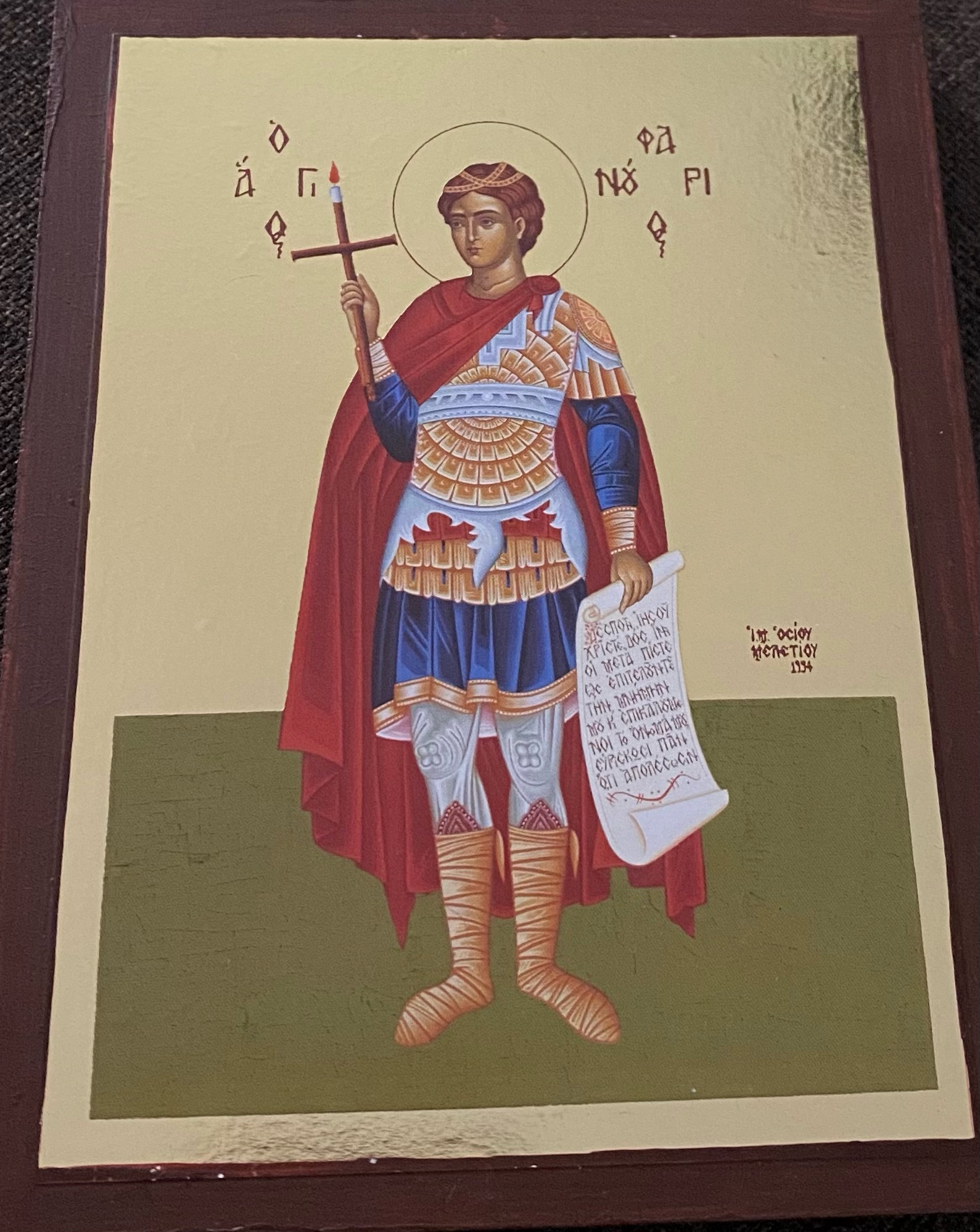
Private Ikone